# ماسارو فوروکاوا
ماسارو فوروکاوا (انگلیسی: Masaru Furukawa؛ 1936 – ۲۱ نوامبر ۱۹۹۳) یک شناگر اهل ژاپن بود.
از افتخارات وی میتوان به کسب مدال طلا شنای ۲۰۰ متر قورباغه در بازی‌های المپیک تابستانی ۱۹۵۶ اشاره کرد.